# Адрианихты
Адрианихты (лат. Adrianichthys) — род пресноводных лучепёрых рыб, один из двух известных науке родов семейства адрианихтиевых (Adrianichthyidae). Эндемики озера Посо, находящегося в центральной части индонезийского острова Сулавеси. Включает 4 вида и все они объявлены находящимися под серьезной угрозой, а два из них, A. kruyti и A. roseni, не регистрировались десятилетиями, и, видимо, уже вымерли. Адрианихты крупнее оризий, представителей другого рода своего семейства. Они достигают длины 8,5—17,1 см в зависимости от конкретного вида.

## Классификация
На декабрь 2018 года в род включают 4  вида:
- Adrianichthys kruyti Weber, 1913 — Адрианихт[1]
- Adrianichthys oophorus (Kottelat, 1990)
- Adrianichthys poptae (Weber & de Beaufort, 1922)
- Adrianichthys roseni Parenti & Soeroto, 2004